# Laufæsingar
Laufæsingar fue un clan familiar de Islandia cuyo origen se remonta al establecimiento de la «quinta corte» (fimtardómr) del Althing en 1006. El patriarca más destacado del clan fue Þórður Þórarinsson (1160 - 1217), su goðorð dominaba la región de Laufás, Suður-Þingeyjarsýsla, y llegaron a cubrir Eyjafjörður.
Þórður Þórarinsson estaba casado con Margrét Oddsdóttir (n. 1165), una hija del sacerdote Oddur Gissurarson (1115 - 1180) de Hof í Vopnafirði, Norður-Múlasýsla, fruto de esa relación nació Þorvarður Þórðarson (n. 1190). Þórður y su clan aparecen mencionados en la saga Sturlunga.